# Rio Luján

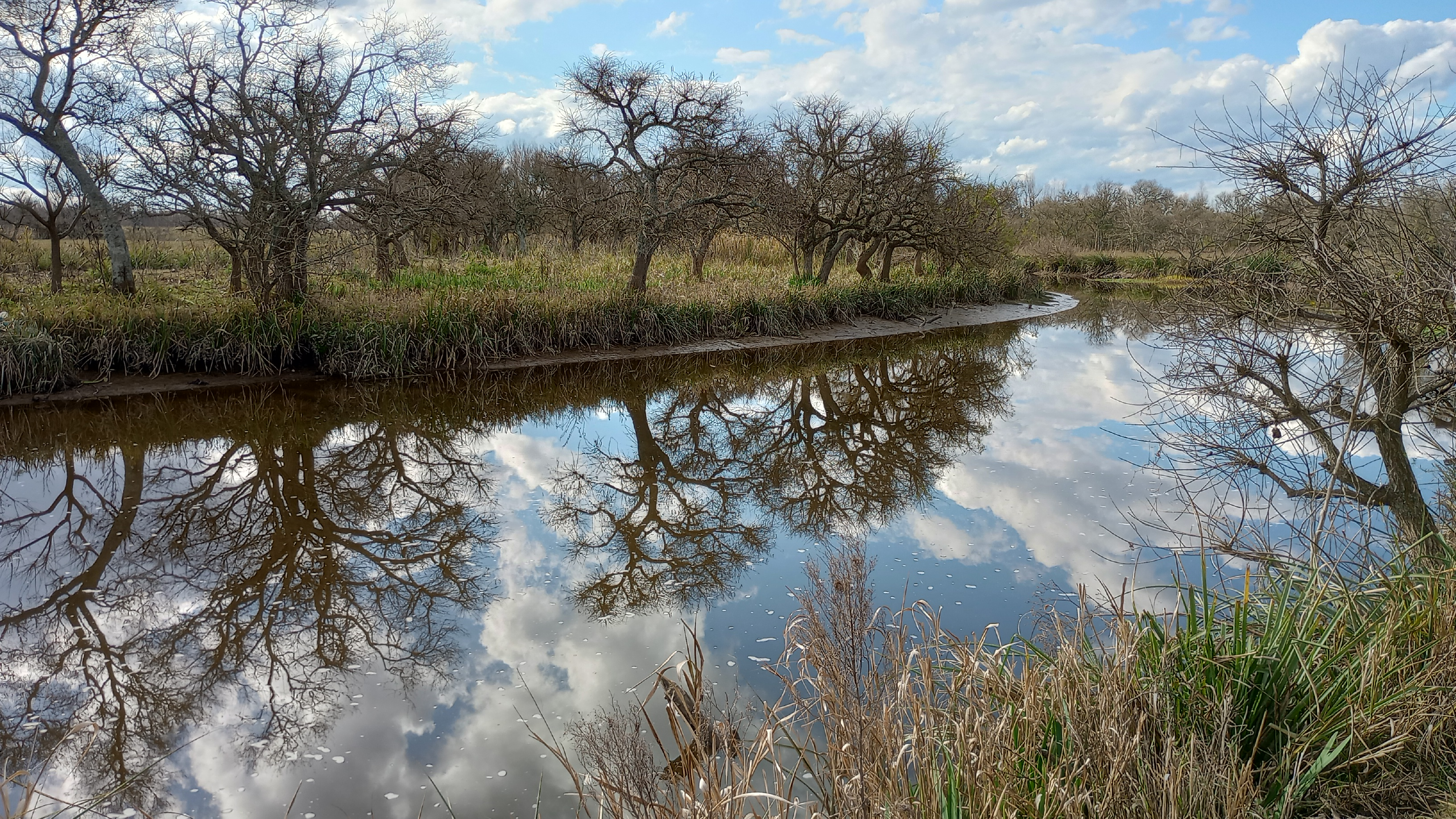
Rio Luján em Escobar, Província de Buenos Aires

O río Luján é um curso fluvial que percorre o norte da província de Buenos Aires (passando pela área metropolitana de Buenos Aires) do centro-este da Argentina.